# 北宋京东西路帅臣列表
北宋京东西路帅臣，指京东西路安抚司的长官，或称安抚使，或称经略安抚使。

## 历任经略安抚使

### 宋太祖朝
- 韩令坤（960年—961年）
- 石守信（961年—976年）

### 宋太宗朝
- 石守信（976年—977年）
- 袁廓（982年）
- 曹彬（983年—985年）
- 吴元扆（986年—987年）
- 赵承宗（991年）
- 陈省华（996年）

### 宋真宗朝
- 王延德（998年）
- 马襄（999年）
- 姚铉（1000年—1001年）
- 雷孝先（1002年—1003年）
- 丁谓（1004年）
- 段晔
- 刘煜（1005年—1007年）
- 马元方（1008年）
- 李迪（1009年—1010年）
- 侍其曙（1012年）
- 戚伦（1018年）
- 李及（1019年）
- 李迪（1020年—1022年）

### 宋仁宗朝
- 李迪（1022年）
- 任中正（1022年—1023年）
- 崔立（1024年—1026年）
- 杜尧臣（1027年—1028年）
- 孔道辅（1029年—1030年）
- 陈尧咨（1030年—1033年）
- 王贻永（1035年—1036年）
- 王曾（1037年—1038年）
- 孔道辅（1039年）
- 张傅（1039年—1040年）
- 张观（1041年—1042年）
- 郑戬（1042年—1077年）
- 宋庠（1043年—1045年）
- 富弼（1046年—1047年）
- 韩琦（1047年）
- 郭劝（1047年—1048年）
- 孙祖德（1048年—1049年）
- 刘夔（1049年—1051年）
- 张奎（1051年—1052年）
- 钱明逸（1052年—1053年）
- 庞籍（1053年—1055年）
- 李端懿（1055年—1058年）
- 刘湜（1058年）
- 刘敞（1058年）
- 赵概（1058年—1060年）
- 吴奎（1060年—1061年）
- 曹佾（1061年—1063年）

### 宋英宗朝
- 曹佾（1063年—1064年）
- 张方平（1064年—1065年）
- 李璋（1065年—1067年）
- 郭逵（1067年）

### 宋神宗朝
- 向传范（1067年—1068年）
- 滕甫（1069年—1070年）
- 邵亢（1071年—1073年）
- 吕公孺（1074年—1077年）
- 王克臣（1077年—1078年）
- 贾昌衡（1078年—1080年）
- 李肃之（1080年—1081年）
- 许将（1081年—1082年）
- 曾孝宽（1082年—1083年）
- 钱暄（1083年—1085年）
- 吕公孺（1085年）

### 宋哲宗朝
- 吕公孺（1085年—1086年）
- 滕元发（1086年—1087年）
- 蒲宗孟（1088年—1089年）
- 谢景温（1090年）
- 蔡京（1090年—1091年）
- 李承之（1091年）
- 刘挚（1091年—1094年）
- 梁燾（1094年）
- 乔执中（1094年—1095年）
- 杜紘（1095年）
- 吕嘉问（1096年—1097年）
- 王宗望（1097年—1099年）
- 胡宗师
- 宇文昌龄（1099年—1100年）

### 宋徽宗朝
- 杜常（1100年）
- 吕嘉问（1100年）
- 刘安世（1100年—1101年）
- 刘奉世（1102年）
- 毕仲游
- 岑象求
- 邵䶵（1102年）
- 钟传（1102年—1103年）
- 徐彦孚
- 许几（1104年—1106年）
- 孙鼛
- 黄裳（1106年）
- 王宁（1106年）
- 王襄
- 白时中
- 曾孝广（1107年）
- 孙鼛（1107年—1108年）
- 王汉之
- 贾炎（1110年—1111年）
- 林摅（1113年—1124年）
- 蔡居厚（1116年—1117年）
- 薛昂（1119年—1121年）
- 徐处仁（1121年—1124年）

### 宋钦宗朝
- 陆藻
- 叶梦得
- 胡直孺（1126年）